# Петроглифы Армении
Петроглифы Армении — наскальные надписи и рисунки в Армении, высеченные на камнях и скалах.
На сегодняшний день существует предположение о том, что в числе древнейших очагов зарождения астрономических знаний были территории Армении и Малой Азии. Выдающиеся историки астрономии пришли к выводу, что люди, разделившие небо на созвездия, жили между 36° и 42° северной широты. По мнению английского астронома Олькотта, люди, придумавшие древние фигуры созвездий, жили, предположительно, в области около горы Арарат, также в долине реки Евфрат.
Предположение обосновывается находками петроглифов на территории Армении, когда в 1966 году сначала на Гегамском нагорье, а впоследствии, на Варденисском хребте и на склонах горы Арагац обнаружилось около 30 000 наскальных рисунков. В 1967 году в Варденисских горах были найдены ещё 3 древнейших объекта, о значении которых мнения исследователей, в частности доктора физико-математических наук Б. Туманяна, свелись к следующему: это каменные свидетели астрономической мысли наших далёких предков.

## Предисловие
Возникновение и становление астрономической науки в древней Армении были обусловлены развитием горно-металлургического производства. Среди стран Древнего Востока Армения выделялась высокоразвитым, по тем временам, уровнем металлургии. Здесь выплавлялись медь, бронза, серебро, олово, цинк, золото, и сталь (железо). Развитие металлургии дало толчок для многих отраслей науки, производства, культуры и искусства.
Петроглифическая культура в Древней Армении возникла и развивалась в неразрывной связи с культурой Древнего мира. Карты созвездий, лунные календари и «картинные галереи под открытым небом» создавались очень образованными людьми того времени — учёными-жрецами, художниками и мастерами резьбы по камню.

## Общая информация

### Виды петроглифов
На территории Армении обнаружены петроглифы, изображающие следующие сцены:
1. Сцены охоты
2. Рисунчатое письмо (пиктограмма)
3. Идеограмма
4. Космические явления
5. Астрономические понятия
6. Изображения созвездий
7. Образное изображение созвездий
8. Изображения символических знаков
9. Изображения небесных (астрономических) символов
10. Изображения мифических героев
11. Изображения мифологических героев
12. Изображения животных
13. Изображения фантастических животных
14. Изображения фантастических людей
15. Изображения антропоморфов
16. О культе Луны
17. О культе Солнца
18. О культе Змеи
19. О культе Дракона
20. О культе Козы
21. О культе Оленя
22. О культе Рыбы
23. О культе Водоплавающих птиц
24. О культе Быка (Тельца)
25. Сцены быта
26. Сцены Войны (борьбы)
27. О культе Воды
28. О культе Козерога
29. О борьбе Змей
30. Представления о жизни на Земле
31. О Материнстве
32. О Семье
33. О приручении Леопарда
34. О приручении Слона
35. О синодическом календаре
36. О солнечном календаре
37. О приручении Лошади
38. О близости греко-армянской мифологии
39. О греческом и армянском алфавитах
40. О распространении Свастики
41. О семантике петроглифов Армении в сравнении с петроглифами других регионов и континентов
42. Петроглифы-первоисточники в деле создания алфавитного письма некоторых народов

### Расположение
Варденисский хребет:
- Древнейший астрономический центр у подножия горы Севсар, в Мартунинском районе
- Карты созвездий на древнем караванном пути у Селимского перевала
- Скульптурное изваяние Лунной поверхности в долине Селимского перевала
- Остатки звездных карт по обе стороны караванного пути.

Гегамские нагорье
- Циклопическая крепость на горе Цлаберд;
- Лунные календари;
- Множество астрономических знаков и понятий вокруг этой горы;
- Не расшифрованная космологическая пиктограмма;
- Созвездие Быка и Гайка;
- Различные изображения Свастики - символов Солнца;
- Изображения драконов символов злых сил и созвездия Дракона;
- Изображения дракона, изрыгающего Пламя, Ваагна (Геркулеса), Лебедя, Лиры. В своём подобии они одновременно олицетворяют соответствующие их облику созвездия;
- Изображения Земного шара и Земных полушарий:
- Космические явления, Земные полушария, среда Змей;
- Земные полушария и Сферы:

Гора Пайтасар: 
- Изображения планет и небесных светил;
- Изображения Земного шара с Людьми антиподами;
- Изображения созвездия Цефея, Дракона, Тельца, Короны, Лебедя, Лиры, Пегаса и др;
- Изображения Свастик - антропоморфов;
- Изображения созвездий Дракона, Солнца, Луны, б. Медведицы и др.;
- Изображения Первобытного Хаоса, Земного шара, и животного Мира;
- Мифоастрономические сюжетные изображения;
- Изображение месячного Лунного календаря
- Изображения созвездия Дракона.[2]

## Петроглифы
Древнейшие центры астрономической науки в Армении берут начало у Зодских золотоносных рудников и тянутся от южного берега озера Севан к райцентру Мартуни, а затем, повернув на юг, протягиваются по западным склонам Варденисского хребта от Мартуни до Селимского перевала. По обе стороны этой дороги обнаружены древнейшие центры астрономической науки.

### Астрономическая обсерватория, представленная петроглифами, на горе Севсар
Первый и самый выдающийся объект на этом пути — комплекс астрономических петроглифов на склоне горы Севсар. Доминирующим здесь является каменная плита, размером 3 м на 2 м, на которую металлическим резцом выгравированы различные знаки, многочисленные фигуры небесных светил и созвездий. В нижнем правом углу каменной плиты выбита окружность диаметром 90 см, внутри которой находятся малая окружность и спираль. От окружности отходят многочисленные лучеобразные впадины. Углубление в центре круга, предположительно, имело определённое назначение: если в это отверстие вставить вертикальный стержень, то тень от стержня, скользя по лучам окружности, может фиксировать время, следовательно, этот петроглиф является солнечными часами, возраст которых исчисляется 40 веками и более. В непосредственной близости от плиты сохранился ещё десяток камней меньших размеров. Высеченные на них фигуры и знаки не оставляют сомнения в том, что весь комплекс является объектом астрономического назначения.

### Петроглифы с изображениями астрономических объектов
Рядом с дорогой, ведущей к Селимскому перевалу, находятся каменные плиты, на поверхности которых высечены круги различной величины. Согласно сегодняшнему мнению, кружками обозначены звезды и планеты, соответственно их видимой величине и яркости. По определению Б. Туманяна, на плитах изображены созвездия.
Раннее, на расстоянии 1 км от «звёздных карт» находилась каменная глыба с изображением лунной поверхности с её многочисленными кратерами. Однако, каменная глыба с «портретом» Луны утеряна. Для изучения кратеров на поверхности Луны в те далёкие времена, по всей вероятности, использовали прозрачный, или так называемый «золотой» обсидиан.
Поиски в Варденисских горах далеко не завершены, но уже сейчас не вызывает сомнения факт, что Вардениский хребет являлся одним из центров астрономической мысли в древней Армении. Гегамские горы также изобилуют удивительными памятниками астрономии: здесь и изображения земного шара, его полушарий, Солнца, Луны и других небесных тел.
Изображение Земли в виде шара с людьми — антиподами, высечено на скале в Гегамских горах, и оно не единственное в этом роде. В последние годы обнаружены новые петроглифы, подтверждающие, что у древних жителей Армении имелись весьма обширные знания о Земле, Луне и Вселенной, близкие к истине. В различных наскальных композициях ясно вырисовывается геоцентрическая система восприятия Вселенной: Земля расположена в центре, вокруг неё — небесные светила.

### Петроглифы с изображениями астрономических явлений
Согласно легендам петроглифов Гегамского нагорья, при движении Тавроса происходит землетрясение, в результате которого приводятся в движение все небесные тела. Древнейшее предание получило своё образное воплощение: на одном из рисунков, в отличие от других, земной шар держится на рогах Быка - Тавроса.

### Петроглифы с изображениями созвездий
Первые творцы в Древней Армении, давшие наименования созвездиям, судя по петроглифам Гегамских гор, обладали богатой фантазией. Они умели сравнивать и выявлять сходство между созвездиями и представителями животного мира.
Десятилетние поиски в горах помогли проникнуть в тайну многих изображений. Найденные петроглифы классифицируются по методу нанесения рисунка на камень, по стилистическим особенностям рисунка и композиции.
В одной из композиций нашли своеобразное воплощение созвездия Цефея, Дракона, Лебедя. Дельфина, Пегаса, Большой Медведицы, Тавроса и других. При сравнении этой композиции с композицией фигур созвездий, данной известным польским астрономом XVII века Яном Гевелнем, установлено почти полное совпадение в порядке расположения десяти идентичных фигур обеих композиций. Так стала рассеиваться завеса таинственности четырёхтысячелетнего петроглифа.

### Петроглифы с изображением мифологии
На одном из петроглифов рядом с Тавросом (Тельцом), изображён Хайк (Орион). Учитывая приоритет давности (петроглифы датируются более III-тысячелетием до н. э.), следует отметить, что созвездие Ориона — поздняя интерпретация созвездия Хайка. Хайк является одним из древнейших богов армян. Корни его культа берут корни у глубин племенного общества. Эти петроглифы уникальны, и по своей художественной выразительности их можно смело отнести к шедеврам древнего петроглифического искусства.